# جيف بايك
جيف بايك (بالإنجليزية: Geoff Pike)‏ هو لاعب كرة قدم بريطاني في مركز الوسط، ولد في 28 سبتمبر 1956 في Lower Clapton ‏ في المملكة المتحدة. لعب مع نادي ليتون أورينت ونوتس كاونتي ووست هام يونايتد.